# 1489 Attila
Az 1489 Attila (ideiglenes nevén 1939 GC) kisbolygó a Naprendszerben, a kisbolygóöv külső felében.
1939. április 12-én fedezte fel Kulin György a Svábhegyi Csillagvizsgálóban, ahol ezután június 7-éig sikerült követni a kisbolygót. Ugyanezen év áprilisában Johannesburgban is készítettek róla két felvételt. Ezt követően hosszú időre elveszett, csak 1950-ben és 1961-ben figyelték meg egy-egy alkalommal. Később már gyakrabban észlelték, de a sok elszórt megfigyelést csak az 1980-as évek elején sikerült az 1489 Attilához kapcsolni. Nevét Attiláról, a hunok királyáról kapta.